# Solveig Dommartin
Solveig Dommartin (Paris, 16 de maio de 1961 — Paris, 11 de janeiro de 2007), foi uma atriz francesa, que atuou na Alemanha e se destacou como musa e companheira de Wim Wenders.

## Biografia
A sua carreira como atriz começou no teatro com a companhia Timothee Laine e com o teatro Labor Warschau. A sua primeira experiência no cinema foi como assistente de Jacques Rozier.
A sua estreia como atriz foi no filme Asas do Desejo (1987) de Wim Wenders. Para esse filme teve que aprender em oito semanas acrobacias circences de forma a poder representar sem recorrer a um duplo.
Foi companheira de Wim Wenders, de quem se separou em 1993. Nos últimos anos a sua carreira perdera fulgor, encontrando-se afastada do meio desde 1998.
Faleceu aos 45 anos, vítima de uma paragem cardíaca. Deixou uma filha de nome Vénus. Está sepultada no cemitério de Bulgnéville.

## Carreira
Como editora
- Tokyo-Ga (1985)

Como atriz
- Der Himmel über Berlin (1987) .... Marion
- Faraway, So Close! (1993) .... Marion
- No Fear, No Die (1990) .... Toni
- The Prisoner of St. Petersburg (1990) .... Jeanne
- Until the End of the World (1991) .... Claire Tourneur
- Blonde Woman (1994)
- I Can't Sleep (1994)

Como escritora
- Until the End of the World (1991)

Como diretora
- If There Were a Bridge (1998) (E.U.A.)